# Mamoudou Karamoko
Mamoudou Karamoko (Parigi, 8 settembre 1999) è un calciatore francese, attaccante dell'Újpest in prestito dal Copenaghen.

## Carriera
Debutta fra i professionisti il 16 gennaio 2019 in occasione dell'incontro di Coppa di Francia vinto 1-0 contro il Grenoble.

## Statistiche
Statistiche aggiornate al 30 settembre 2021.

### Presenze e reti nei club
| Stagione        | Squadra         | Campionato      | Campionato | Campionato | Coppe nazionali | Coppe nazionali | Coppe nazionali | Coppe continentali | Coppe continentali | Coppe continentali | Altre coppe | Altre coppe | Altre coppe | Totale | Totale | Totale |
| Stagione        | Squadra         | Comp            | Pres       | Reti       | Comp            | Pres            | Reti            | Comp               | Pres               | Reti               | Comp        | Pres        | Reti        | Pres   | Reti   |        |
| --------------- | --------------- | --------------- | ---------- | ---------- | --------------- | --------------- | --------------- | ------------------ | ------------------ | ------------------ | ----------- | ----------- | ----------- | ------ | ------ | ------ |
| 2017-2018       | Strasburgo 2    | N3              | 8          | 0          |                 | -               | -               |                    | -                  | -                  |             | -           | -           | 8      | 0      |        |
| 2018-2019       | Strasburgo 2    | N3              | 19         | 8          |                 | -               | -               |                    | -                  | -                  |             | -           | -           | 19     | 8      |        |
| 2018-2019       | Strasburgo      | L1              | 0          | 0          | CF+CdL          | 2+0             | 0               |                    | -                  | -                  |             | -           | -           | 2      | 0      |        |
| 2019-2020       | Wolfsburg II    | RL              | 20         | 12         |                 | -               | -               |                    | -                  | -                  |             | -           | -           | 20     | 12     |        |
| 2019-2020       | Wolfsburg       | BL              | 1          | 0          | CG              | 0               | 0               |                    | -                  | -                  |             | -           | -           | 1      | 0      |        |
| 2020-2021       | Juniors OÖ      | 1L              | 6          | 3          |                 | -               | -               |                    | -                  | -                  |             | -           | -           | 6      | 3      |        |
| 2020-2021       | LASK            | BL              | 2          | 1          | CA              | 0               | 0               | UEL                | 1                  | 1                  |             | -           | -           | 3      | 2      |        |
| 2021-2022       | LASK            | BL              | 10         | 2          | CA              | 2               | 0               | UECL               | 6                  | 3                  |             | -           | -           | 18     | 5      |        |
| Totale carriera | Totale carriera | Totale carriera | 66         | 26         |                 | 4               | 0               |                    | 7                  | 4                  |             | -           | -           | 77     | 30     |        |

## Palmarès

### Club

#### Competizioni nazionali
- Campionato danese: 2

Copenaghen: 2021-2022, 2022-2023
- Coppa di Danimarca: 1

Copenaghen: 2022-2023